# Agdenes
Agdenes est une ancienne commune norvégienne située dans le comté de Trøndelag. Elle avait pour centre administratif la localité de Selbekken. Elle a disparu le 1er janvier 2020 pour être intégrée dans la commune d'Orkland.
Son territoire de 317,84 km2 correspondait au nord de l'actuelle commune d'Orkland et sa population s'élevait à 1 733 habitants en 2016.